# Coca-Cola-Trophy
Die Coca-Cola-Trophy war eine Rennserie mehrerer Kriterien an aufeinander folgenden Tagen für Berufsfahrer in Deutschland, die von 1979 bis 2000 ausgetragen wurde. Dazu zählten, je nach Jahr, bis zu acht Rennen für Männer in verschiedenen deutschen Städten, vorzugsweise im Süddeutschen, wie Sindelfingen, Heilbronn, Ulm, Erlangen und Regensburg. Die gemeinsame Gesamtwertung dieser Veranstaltungen führte zu einer Aufwertung dieser sogenannten Kirmesrennen. Organisiert wurde die Trophy von dem Radsportveranstalter Winfried Holtmann (1941–2003).
Rekordsieger der Coca-Cola-Trophy ist Erik Zabel mit drei Siegen. Auf ihn folgen mit jeweils zwei Siegen Klaus-Peter Thaler, Dietrich Thurau und Andreas Kappes.

## Palmarès

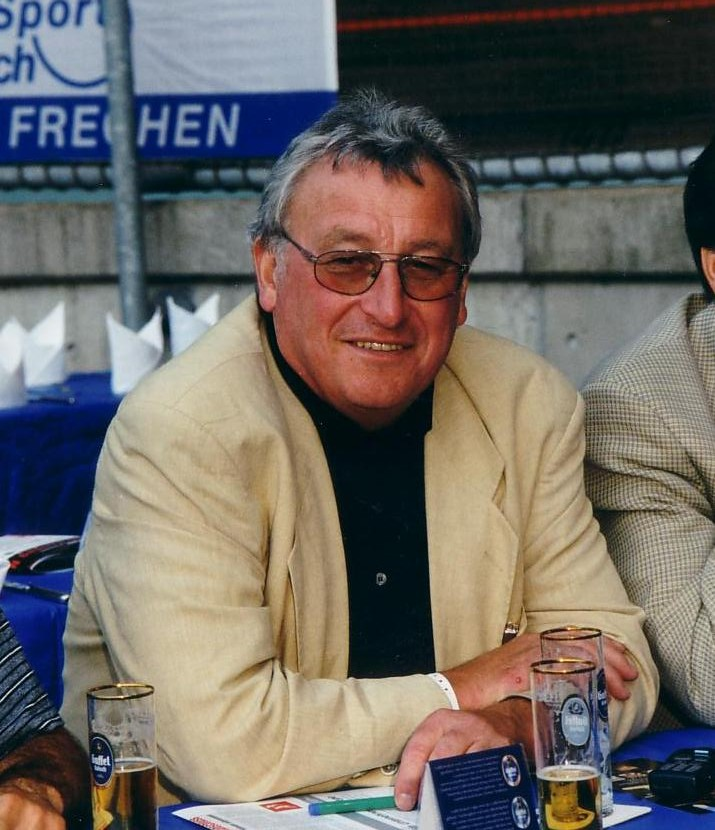
Über 20 Jahre lang organisierte Winfried Holtmann die Coca-Cola-Trophy

- 1979  Klaus-Peter Thaler
- 1982  Klaus-Peter Thaler
- 1983  Gregor Braun
- 1984  Henry Rinklin
- 1985  Guido Van Calster
- 1986  Dietrich Thurau
- 1987  Dietrich Thurau
- 1988  Reimund Dietzen
- 1989  Andreas Kappes
- 1990  Ad Wijnands
- 1991  Peter Gänsler
- 1992  Rajmund Lehnert
- 1993  Erik Zabel
- 1994  Urs Freuler
- 1995  Andreas Kappes
- 1996  Gert Vanderaerden
- 1997  Andreas Beikirch
- 1998   Erik Zabel
- 1999   Erik Zabel
- 2000  Gian Matteo Fagnini